# Doña Florinda

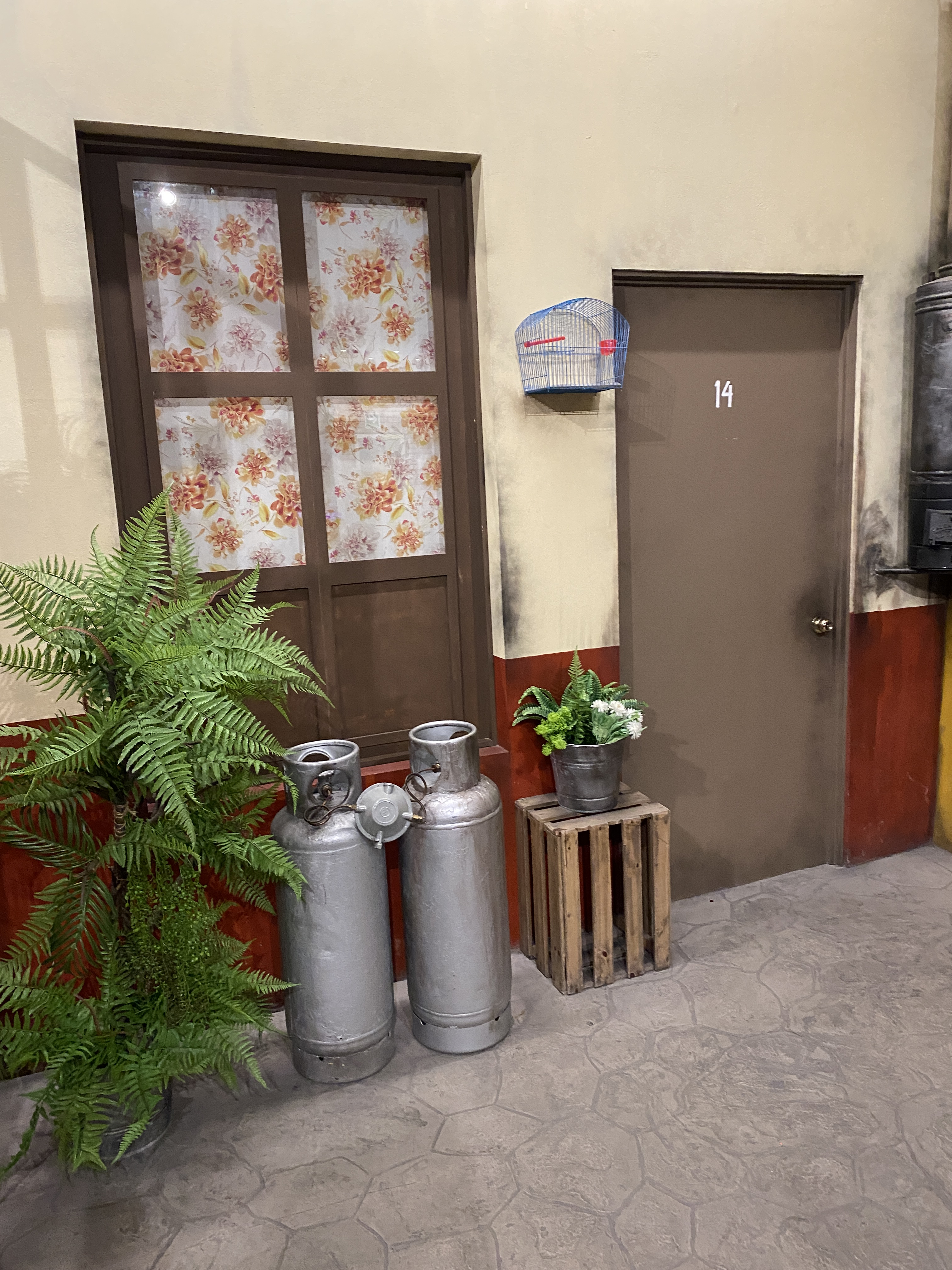
Recreación del set de El Chavo del ocho, en donde Doña Florinda habita el departamento 14 junto a su hijo, Quico.

Florinda Corcuera y Villalpando, viuda de Matalascallando, conocida simplemente como Doña Florinda, es un personaje del programa El Chavo del 8.  Se trata de una mujer viuda, de aproximadamente 40 años, que vive con su único hijo, Quico. A veces posee un carácter soberbio, malhumorado y despectivo hacia los demás integrantes de la vecindad. Sin embargo, se da cuenta de que sus actos pasan el límite de lo vergonzoso, por lo que reconoce sus errores. También muestra su lado sentimental al hacer su aparición en escena el Profesor Jirafales, de quien está profundamente enamorada.
El personaje fue interpretado por la actriz mexicana Florinda Meza en el programa El Chavo del 8; en Brasil siempre fue doblada por Marta Volpiani. Su voz en la serie animada es personificada por Erica Edwards.

## Personalidad
Doña Florinda es una mujer altanera y despectiva, a veces desmesurada, exagerada y hasta sin motivo, basando esta actitud en su supuesta clase refinada que la asegura la hace superior a sus vecinos; de aproximadamente 40 años, estuvo casada con un importante marino, el capitán de la Armada de México, Federico Mátalas Callando, con quien tuvo a su único hijo, Quico. Lamentablemente, Doña Florinda quedó viuda muy poco tiempo después, luego de que el barco en el que viajaba su esposo naufragara y fuera comido por una ballena (o un tiburón), llevándose también la vida de él. Es así que debió hacerse cargo de la crianza de Quico, a quién le enseñó que sólo debía juntarse con niños de su clase y que era superior a los demás.
Cuando llegó a la vecindad, propiedad del Señor Barriga, siempre intentó mantenerse alejada de lo que ella llamaba "los ajetreos de la chusma", aunque siempre de alguna u otra forma terminaba participando, inclusive con mayor énfasis que aquellos a los que ella llamaba "La Chusma". Se caracterizó siempre por tener un carácter muy fuerte y por menospreciar a sus vecinos, considerándose a sí misma "una mujer de la alta sociedad", de la misma manera, inculcaba a su hijo Quico que debía seleccionar mejor a sus amistades en claro desmedro de los niños de la vecindad como (El Chavo o la Chilindrina, etc.).  
Una muestra de su carácter se daba en todos los encuentros que tenía con Don Ramón, a quien siempre lo tenía de menos, o lo trataba a golpes cuando este se metía con ella o con Quico o cuando ella cree que éste le hizo algo malo a su hijo (ejemplo: pellizcarlo o romperle sus juguetes) cuando en realidad fue otra persona (más específicamente el Chavo), aunque si bien, la razón también se debe, a que Quico siempre le explica lo que le hicieron, pero él no le dice quien fue el agresor, lo que causa que Doña Florinda crea que fue Don Ramón, y termine abofeteándolo, entre ellos destacan sus clásicas cachetadas y ocasionalmente incluso lo golpea hasta dejarlo herido (fuera de cámaras). Aunque ella en un capítulo confiesa que es "una mujer que abusa de su condición para abusar de..." cuando Don Ramón aparece y la escucha. A pesar de esto, en varios capítulos mostró compadecimiento por la mala suerte de Don Ramón, como en el capítulo del álbum de fotos, donde Don Ramón corría el riesgo de quedarse sin casa y ella se mostraba compadecida con su suerte, del mismo modo, en otros capítulos reconoce y felicita a Don Ramón cuando hace buenas acciones, como en el capítulo cuando él enseña lo importante que es "amar a los enemigos". 
Además de todo esto, Doña Florinda no puede ocultar su lado sentimental al aparecer en escena el Profesor Jirafales, su eterno enamorado. Cada vez que se observan, siempre repiten el mismo recitado de saludo, donde a veces el Profesor, por estar prestándole atención a un evento inmediatamente anterior al encuentro con Doña Florinda, confunde varias palabras generando una situación graciosa que intenta remediar usando su buena voluntad. Un ejemplo cómico de esto, fue cuando inmediatamente luego de una discusión entre Jirafales y el Señor Barriga, donde el arrendatario trató al Profesor Jirafales como "Profesorcillo Jubilado", al aparecer Doña Florinda e iniciar el recitado, el Profesor la llama "Doña Jubilada"; en una ocasión, tras corregir por un largo rato al Chavo para que dijera «mascota» en lugar de «masacota», terminó llamando a Doña Florinda como «Doña Masacota», y en otra ocasión, en la que Doña Florinda disparó un escopetazo al aire para asustar a un supuesto fantasma, la llamó "Doña Escopeta".
Muchas escenas graciosas son montadas alrededor de Doña Florinda, entre las que se destacan los golpes que le propina a Don Ramón, las continuas burlas de los niños por su aparente edad avanzada y su forma de vestir (igual situación pasa con Doña Clotilde), o por su aspecto físico por el cual recibe los apodos de «Vieja Chancluda», «La Momia Viviente», «Vieja Fodonga», «Cara de Vela Derretida» o «El Monstruo del Espacio».
Cuando Doña Florinda se convirtió en dueña de un restaurante desde 1979, el Chavo empieza a trabajar de mesero y ella lo comienza a tratar mejor. Desde los años 80, ella cuida a la Popis, su sobrina, quien vino a vivir en su departamento tras la salida de Quico. En la serie animada, ella cuida tanto a Quico como a la Popis.

## Vestuario
A pesar de que se considera a ella misma, una mujer de la alta sociedad, el vestuario de Doña Florinda parece el de una persona lo más normal y corriente. Antes usaba un vestido color celeste y sin los clásicos ruleros en el cabello. Pero siempre ha estado vestida con un vestido color rosa, con un delantal blanco completo con estampas de estilo escocés o celeste y con ruleros en el cabello. Combina todo esto con chanclas o sandalias negras, blancas o marrones (de ahí el apodo de la «vieja chancluda» que le dan los niños y Don Ramón). Este vestuario se usó tanto en la serie independiente como en el Chavo animado. 
En los sketches que realizó para la serie Chespirito, donde usualmente salía a la calle para atender su restaurante (que era como le llamaba, pese a que todos los demás le decían "fonda"), vestía también un abrigo color café. 
Sin embargo, hay capítulos donde su vestuario cambia completamente, dejándose el cabello sin ruleros y utilizando un vestido largo de color negro. A diferencia del anterior, este vestuario sí parece corresponder a su aparente clase social y toma un aspecto mucho más coqueto que el anterior. En Acapulco ella usa un traje de baño azul celeste con un lazo negro, además usó un vestido largo similar al de Doña Clotilde, pero de color café y de manga corta.